# 復多爾袞書
復多爾袞書，是明末抗清名將史可法，對滿清攝政王多爾袞之〈致史可法書〉招降信的回信，這篇文章曾被選為香港中學會考的中國語文課程的課文，及臺灣高中課文全祖望《梅花嶺記》的補充教材。

## 實際作者
〈复多尔衮书〉名義上的作者為史可法，實際上的作者眾說紛紜，以史可法的記室侯方域捉刀之說，最為通行。除了侯方域之外，還有何亮工、黄曰芳、王纲、欧阳五敕等说法。《南疆绎史》、《小腆纪年》稱史可法“自具答书”，而非文膽之手。

## 簡介
崇祯十七年（1644年）七月，清豫親王多鐸兵圍揚州。在圍城期間，多爾袞多次勸降史可法，雙方有多次信件往來，多爾袞在李雯起草的〈致史可法書〉信中提到：“愿诸君子同以讨贼为心，毋贪一身瞬息之荣，而重故国无穷之祸，为乱臣贼子所窃笑，予实有厚望焉。”
史可法寫〈復多爾袞書〉回覆，內題：“越數日，遂命法視師北上，刻日西征。忽傳我大將軍吳三桂借兵貴國，破走逆賊，為我先皇帝後發喪成禮，掃清宮殿，撫輯群黎，且罷薙髮之令，示不忘本朝。此等舉動，振古鑠今。凡為大明臣子，無不長跽北向，頂禮加額，豈但如明諭所云‘感恩圖報’已乎！謹於八月薄治筐篚，遣使犒師；兼欲請命鴻裁，連兵西討。是以王師既發，復次江淮。”“今逆賊未服天誅，諜知卷上西秦，方圖報復。此不獨本朝不共戴天之恨，抑亦貴國除惡未盡之憂。伏乞堅同仇之誼，全始終之德；合師進討，問罪秦中；共梟逆賊之頭，以泄敷天之憤。則貴國義聞，炤耀千秋，本朝圖報，惟力是視。”不卑不亢，流傳萬世。
弘光元年（1645年）四月二十四日，清兵以紅夷大炮轟城，城堞轰塌。多鐸佔領新城後，再次致書史可法誘降：“若好讓城，不戮一人。”史可法絲毫不為所動，史可法最後以身殉國，但他的抵抗，招致多鐸的憤怒，引來了滿清“揚州十日”大屠殺。

## 評價
這篇文章深受史可法敵國的乾隆皇帝之喜愛，順治稱之：
朕幼年即羨聞我攝政睿親王致書明臣史可法事，而未見其文。昨輯宗室王公功績表傳，乃得讀其文；所為揭大義而示正理，引《春秋》之法斥偏安之非，旨正詞嚴，心實嘉之。而所云可法遣人報書，語多不屈，固未嘗載其書語也。夫可法明臣也，其不屈正也；不載其語，不有失忠臣之心乎？且其語不載，則後世之人將不知其何所謂，必有疑惡其語而去之者；是大不可也。因命儒臣物色之書市及藏書家，則亦不可得；復命索之於內閣冊庫，乃始得焉。卒讀一再，惜可法之孤忠，嘆福王之不慧；有如此臣而不能信用，使權奸掣其肘而卒至淪亡也！福王即信用可法，其能守長江而為南宋之偏安與否，猶未可知；而況燕雀處堂，無深謀遠慮！使兵頓餉竭，忠臣流涕頓足而嘆無能為力，惟有一死以報國；是不大可哀乎！